# HERE
HERE är Nokias kart- och navigeringstjänst för mobiltelefoner, främst Symbian-baserade men även för Series 40-baserade samt Maemo (Nokia N900) och MeeGo (Nokia N9). Navigeringen är kostnadsfri i de senaste versionerna, men var kostnadsbelagda tidigare. Tjänsten finns även som en webb-applikation.

## Historik
- Den 31 augusti 2006 presenterade Nokia att bolaget Gate5 planerades att köpas upp.[1] Gate5 hade lösningar för bland annat ruttplanering och navigering.
- Den 8 februari 2007 släppte Nokia sin app navigeringsapplikation under namnet Smart2go.[2] Appen använde kartdata från både Navteq och TeleAtlas. Namnet Smart2go ändrades senare om till Nokia Maps.
- Den 1 oktober 2007 presenterade Nokia ett kontant uppköpsbud på det amerikanska kartbolaget Navteq för 8,1 miljarder dollar[3]. Sommaren 2008 var uppköpet slutfört.
- Den 21 januari 2010 presenterade Nokia en ny version där man för första gången någonsin gjorde röstnavigeringen gratis.[4]
- Den 13 november 2012 presenterade Nokia en uppköpsavsikt för kartbolaget Eartmine[5], samt annonsering av kart-applikation under namnet Nokia Here för konkurrerande plattformar som bland annat iOS och Android.
- Den 20 november 2012 fanns kartappen Nokia Here tillgängligt på Apple App Store.